# Фридрих I (курфюрст Саксонии)
Фридрих I Воинственный (нем. Friedrich I.; 11 апреля 1370 — 4 января 1428) — курфюрст Саксонии с 1423 года, маркграф Мейсена под именем Фридрих IV Сварливый (нем. Friedrich IV., der Streitbare) с 1381 года, из династии Веттинов. Старший сын маркграфа мейсенского Фридриха III Строгого.

## Биография
В 1381 году наследовал вместе со своими братьями Георгом (умер в 1402 году) и Вильгельмом II отцовский престол и правил сначала под опекой матери. По разделу с дядями (братьями отца) в 1382 году получил вместе с братьями Остерландию, марку Ландсберг, Плейсснерландию, некоторые города в Тюрингии (Орламюнде, Кала, Йена, Наумбург и др.) и материнские наследственные владения — Кобург.
В 1389 году братья увеличили свои владения покупкой города Заальфельда, а в 1400 году — Кенигсбергского округа.
После смерти их дяди, Вильгельма Одноглазого в 1407 году, Фридрих и Вильгельм получили по Наумбургскому договору (1410 год) половину Мейссена, прилегающую к их владениям. Фридрих взял себе Остерландию, из которой в 1423 году уступил Вильгельму Лейпциг. Когда последний умер, не оставив наследников, то и его часть перешла к Фридриху (1425 год).

## Военная карьера
Фридрих успешно вёл многочисленные войны. В 1388 году он помогал своему дяде, бургграфу Нюрнбергскому Фридриху V, против франконских городов.
В 1391 году в союзе с Тевтонским орденом сражался против польского короля Ягайло. Когда император Венцеслав отказался выдать за Фридриха свою сестру Анну, Фридрих перешёл на сторону пфальцграфа Рупрехта, врага императора.
В 1409 году он охотно принял ушедших из пражского университета профессоров и основал в Лейпциге университет.

## Получение курфюршества
Во время гуситских войн Фридрих был главным союзником императора Сигизмунда. 5 августа 1421 года разбил гуситов в сражении при Мосте. В благодарность за это последний пожаловал Фридриху курфюршество Саксонию, главной частью которого было герцогство Саксен-Виттенберг, в котором в 1422 году прекратилась Асканийская династия. Новые владения Фридриха, вместе с его прежним мейссенским маркграфством, стали называться с этих пор Саксонией, а в лице Фридриха здесь утвердилась династия Веттинов.
Побудив возобновить войну против гуситов, курфюрст пытался побудить немецких князей помочь ему в ведении этой войны, но саксонская армия была почти полностью уничтожена в сражении при Аусиге 16 августа 1426 года.
После смерти брата Вильгельма Фридрих стал правителем всех владений Дома Веттинов, кроме Тюрингии. В 1409 году Фридрих и его брат Вильгельм основали Лейпцигский университет в интересах немецких студентов, покинувших Пражский университет после событий, связанных с гуситским движением.
Фридрих умер в 1428 году в Альтенбурге. Он был похоронен как первый Веттин в центре так называемой капелле князей в Мейсенском соборе.

## Семья
В 1402 году Фридрих женился на Катерине Брауншвейг-Люнебургской (1395—1442), дети:
- Катерина (умерла во младенчестве)
- Фридрих II (1412—1464), следующий курфюрст Саксонии,
- Сигизмунд (1416—1471), епископ Вюрцбургский в 1440—1443 гг.,
- Анна (1420—1462), с 1436 г. замужем за ландграфом Людвигом I Гессенским (1402—1458),
- Катерина (1421—1476), с 1441 г. замужем за курфюрстом Фридрихом II Бранденбургским (1413—1471),
- Генрих (1422—1435)
- Вильгельм III Храбрый (1425—1482), с 1445 года — ландграф Тюрингии, с 1457 — герцог Люксембурга.